# 12622 Doppelmayr
A 12622 Doppelmayr (ideiglenes jelöléssel 6614 P-L) a Naprendszer kisbolygóövében található aszteroida. Cornelis Johannes van Houten, Ingrid van Houten-Groeneveld és Tom Gehrels fedezte fel 1960. szeptember 24-én. A kisbolygó felfedezői a névadással Johann Gabriel Doppelmayr (1677-1750) német csillagásznak állítottak emléket.